# 利普赛姆
利普赛姆（法語：Lipsheim，法語發音：[lipsaim]）是法国下莱茵省的一个市镇，位于该省中部偏南，属于斯特拉斯堡区。 

## 地理
利普赛姆（48°29'29"N, 7°39'57"E）面积4.96 平方千米，位于法国大東部大區下莱茵省，该省份为法国大陆部分最东部的省份，是阿尔萨斯的一部分，今与上莱茵省组成了阿尔萨斯欧洲集体，其南至上莱茵省，西南接孚日省和默尔特-摩泽尔省，西接摩泽尔省，北与德国接壤，东侧沿莱茵河与德国相望。
与利普赛姆接壤的市镇（或旧市镇、城区）包括：费格赛姆、盖斯波尔赛姆、因迪赛姆、伊克特拉特赞。
利普赛姆的时区为UTC+01:00、UTC+02:00（夏令时）。

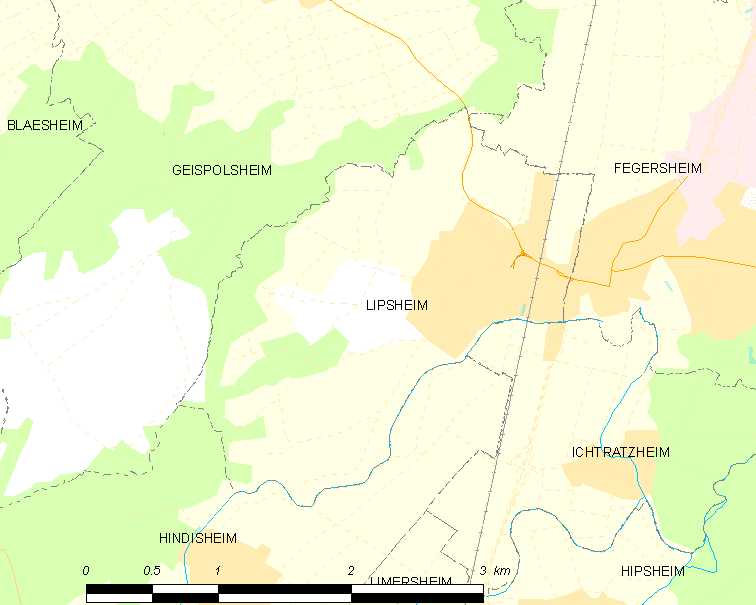
利普赛姆的OSM定位图

## 行政
利普赛姆的邮政编码为67640，INSEE市镇编码为67268。

## 政治
利普赛姆所属的省级选区为林戈尔赛姆县。

## 人口

1962-2008年间利普赛姆人口变化图示

利普赛姆于2022年1月1日时的人口数量为2692人。